# Duranville
Duranville és un municipi francès situat al departament de l'Eure i a la regió de Normandia. L'any 2007 tenia 166 habitants.

## Demografia

### Població
El 2007 la població de fet de Duranville era de 166 persones. Hi havia 64 famílies, de les quals 12 eren unipersonals (12 dones vivint soles i 12 dones vivint soles), 20 parelles sense fills, 28 parelles amb fills i 4 famílies monoparentals amb fills.
La població ha evolucionat segons el següent gràfic:
Habitants censats

### Habitatges
El 2007 hi havia 75 habitatges, 63 eren l'habitatge principal de la família, 6 eren segones residències i 5 estaven desocupats. 72 eren cases i 2 eren apartaments. Dels 63 habitatges principals, 48 estaven ocupats pels seus propietaris, 13 estaven llogats i ocupats pels llogaters i 2 estaven cedits a títol gratuït; 1 tenia dues cambres, 8 en tenien tres, 14 en tenien quatre i 40 en tenien cinc o més. 51 habitatges disposaven pel capbaix d'una plaça de pàrquing. A 26 habitatges hi havia un automòbil i a 36 n'hi havia dos o més.

### Piràmide de població
La piràmide de població per edats i sexe el 2009 era:
| Homes | Edats   | Dones |
| ----- | ------- | ----- |
| 0     | 95 o +  | 0     |
| 0     | 90 a 94 | 0     |
| 0     | 85 a 89 | 0     |
| 0     | 80 a 84 | 0     |
| 8     | 75 a 79 | 4     |
| 8     | 70 a 74 | 4     |
| 0     | 65 a 69 | 0     |
| 8     | 60 a 64 | 0     |
| 4     | 55 a 59 | 20    |
| 12    | 50 a 54 | 4     |
| 0     | 45 a 49 | 4     |
| 12    | 40 a 44 | 4     |
| 0     | 35 a 39 | 4     |
| 4     | 30 a 34 | 4     |
| 8     | 25 a 29 | 8     |
| 4     | 20 a 24 | 0     |
| 0     | 15 a 19 | 4     |
| 0     | 10 a 14 | 8     |
| 0     | 5 a 9   | 8     |
| 0     | 0 a 4   | 4     |

## Economia
El 2007 la població en edat de treballar era de 111 persones, 90 eren actives i 21 eren inactives. De les 90 persones actives 78 estaven ocupades (38 homes i 40 dones) i 12 estaven aturades (5 homes i 7 dones). De les 21 persones inactives 6 estaven jubilades, 10 estaven estudiant i 5 estaven classificades com a «altres inactius».

### Ingressos
El 2009 a Duranville hi havia 64 unitats fiscals que integraven 172 persones, la mediana anual d'ingressos fiscals per persona era de 18.427 €.

### Activitats econòmiques
Dels 8 establiments que hi havia el 2007, 2 eren d'empreses de construcció, 2 d'empreses de comerç i reparació d'automòbils, 2 d'empreses d'hostatgeria i restauració i 2 d'empreses immobiliàries.
Dels 5 establiments de servei als particulars que hi havia el 2009, 1 era un taller de reparació d'automòbils i de material agrícola, 2 fusteries, 1 restaurant i 1 agència immobiliària.
L'any 2000 a Duranville hi havia 10 explotacions agrícoles que ocupaven un total de 546 hectàrees.

## Poblacions més properes
El següent diagrama mostra les poblacions més properes.